# 41979 Lelumacri
41979 Lelumacri este un asteroid din centura principală de asteroizi.

## Descriere
41979 Lelumacri este un asteroid din centura principală de asteroizi. A fost descoperit pe 22 decembrie 2000 la Gnosca de Stefano Sposetti. Asteroidul prezintă o orbită caracterizată de o semiaxă mare de 3,06 ua, o excentricitate de 0,19 și o înclinație de 2,7° în raport cu ecliptica.